# أوكستانديو
بلدية أوكستانديو (بالإسبانية: Otxandio)‏ هي بلدية تقع في مقاطعة بيسكاي, التي تقع في منطقة الباسك شمالي إسبانيا.

## أعلام
- دالماثيو لانغاريكا
- كويكيلي ليرتكسوندي

## وصلات خارجية
- (بالإسبانية)